# Прослушка (3-й сезон)
Третий сезон телесериала Прослушка впервые вышел в эфир в США на телеканале HBO в 2004 году, с 19 сентября по 19 декабря.

## Эпизоды
| № общий | № в сезоне | Название                                  | Режиссёр        | Автор сценария                                                          | Дата премьеры    |
| --- | ---------- | ----------------------------------------- | --------------- | ----------------------------------------------------------------------- | ---------------- |
| 26 | 1          | «Раз за разом» «Time After Time»          | Эд Бьянчи       | Сюжет : Дэвид Саймон и Эд Бёрнс Телесценарий : Дэвид Саймон             | 19 сентября 2004 |
| 27 | 2          | «При всём уважении» «All Due Respect»     | Стив Шилл       | Сюжет : Дэвид Саймон и Ричард Прайс Телесценарий : Ричард Прайс         | 26 сентября 2004 |
| «Не было никакого пакета» - Колвин Макналти сомневается в сообщениях о самоубийстве Ди'Энджело Барксдейла и начинает неофициальное расследование. Один из людей Барксдейла, Чиз, участвует в подпольном собачьем бою, и усыпляет его питбуль после потери. Он говорит об этом убийстве по прослушке, и отдел расследований путает его с настоящим убийством. Лтдел решает арестовать Чиза и преждевременно показывает их провод-кран в процессе. Омар возвращается в Балтимор и продолжает грабить тайники. Советник мэра Томми Каркетти давит на Баррелла из-за высокого уровня преступности. Катти находит честную работу с командой ландшафтного дизайна. Колвин двойственен в отношении тактики переквалификации преступлений для манипулирования статистикой и вынужден рассматривать неортодоксальное решение, когда один из отрядов Карвера застрелен в тайной операции.                    |            |                                           |                 |                                                                         |                  |
| 28 | 3          | «Мёртвые бойцы» «Dead Soldiers»           | Роб Бейли       | Сюжет : Дэвид Саймон и Деннис Лихэйн Телесценарий : Деннис Лихэйн       | 3 октября 2004   |
| «Боги вас не спасут» - Баррелл |            |                                           |                 |                                                                         |                  |
| 29 | 4          | «Hamsterdam» «Хамстердам»                 | Эрнест Дикерсон | Сюжет : Дэвид Саймон и Джордж Пелеканос Телесценарий : Джордж Пелеканос | 10 октября 2004  |
| «Зачем тебе идти против грёбанной системы?» - «Фрукт» |            |                                           |                 |                                                                         |                  |
| 30 | 5          | «На пути истинном» «Straight and True»    | Дэн Аттиас      | Сюжет : Дэвид Саймон и Эд Бёрнс Телесценарий : Эд Бёрнс                 | 17 октября 2004  |
| «Мы на тебя такие охеренные надежды возлагали» - Макналти Разочарованный в своих усилиях по реформированию, Колвин вооружается разведданными из главного отдела по делам и вместо этого находит подход к наркоторговцам среднего уровня. Макналти понимает, что Стрингер теперь незапачкан в наркоторговле из-за его связей с законным бизнесом. Грэггс наблюдает за встречей Стэнфилда со Стрингером. |            |                                           |                 |                                                                         |                  |
| 31 | 6          | «Возвращение домой» «Homecoming»          | Лесли Либман    | Сюжет : Дэвид Саймон и Рафаел Альварес Телесценарий : Рафаел Альварес   | 31 октября 2004  |
| «Просто гангстер, я считаю» - Эйвон Барксдейл Стрингер получает образование в области управления строительством и исследует возможности новых, толерантных зон Колвина. Тем временем Эйвон начинает войну за территорию с Марло, но встревожен неспособностью своих людей, когда несколько человек убиты при попытке стрельбы. Катти понимает, что не способен убивать и покидает Барксдейла с благословения Эйвона. |            |                                           |                 |                                                                         |                  |
| 32 | 7          | «Отложенные дела» «Back Burners»          | Тим Ван Паттен  | Сюжет : Дэвид Саймон и Джой Ласко Телесценарий : Джой Ласко             | 7 ноября 2004    |
| «Совесть стоит дорого» - Бутчи Дэниелс видит причину, по которой его подразделение было перераспределено, и говорит Макналти, что ему придется уйти, поскольку он не может доверять ему. Группа установила, что наркоторговцы пользуются одноразовыми телефонами, и приступает к разработке стратегии расследования. |            |                                           |                 |                                                                         |                  |
| 33 | 8          | «Моральные уроды» «Moral Midgetry»        | Агнешка Холланд | Сюжет : Дэвид Саймон и Ричард Прайс Телесценарий : Ричард Прайс         | 14 ноября 2004   |
| «Ползи, иди и только потом беги» - Клей Дэвис Каркетти попирает советы своих помощников и оказывает давление на Баррелла по поводу защиты свидетелей. Отдел по тяжким преступлениям отслеживает покупателя телефонов для организации Барксдейла. Стрингер признаётся Эйвону в том, что организовал убийство Д'Анджело. |            |                                           |                 |                                                                         |                  |
| 34 | 9          | «Фарс» «Slapstick»                        | Алекс Закшевски | Сюжет : Дэвид Саймон и Джордж Пелеканос Телесценарий : Дэвид Саймон     | 21 ноября 2004   |
| «...пока ждёшь моментов, которые никогда не настанут» - Фримон Член команды Барксдейла нарушает давнее, но негласное перемирие, когда пытается убить Омара в воскресное утро. Роланд «През» Прызбылевский по ошибке стреляет в другого офицера при случае ночного опознания. Каркетти находит потенциального союзника в штате делегата Оделла Уоткинса и организует государственное финансирование для защиты свидетелей. В толерантной зоне «Хамстердама» впервые происходит убийство и Карвер из верности Колвину выносит тело из этой зоны. Партнер Карвера «Херк» считает что это зашло слишком далеко и сообщает прессе о толерантных зонах. |            |                                           |                 |                                                                         |                  |
| 35 | 10         | «Реформация» «Reformation»                | Кристин Мур     | Сюжет : Дэвид Саймон и Эд Бёрнс Телесценарий : Эд Бёрнс                 | 28 ноября 2004   |
| «Называйте это кризисом управления» - Джо «Сделка» Война Барксдейл/Стэнфилд продолжает усиливаться со смертями с обеих сторон. Эйвон отказывается принять совет Стрингера следовать предложению кооператива о перемирии. В Балтимор с целью мести возвращается Брат Музон в поисках Омара. У Омара есть свой план мести Стрингеру. Карвер получает откровенный совет от Колвина о его недостатках как офицера. Колвин убеждает репортера, что Херк говорил с, чтобы сохранить свою историю о зонах толерантности. Колвин, наконец, раскрывает свои действия начальству. Баррэлл взбешен и передает информацию мэру Ройсу. |            |                                           |                 |                                                                         |                  |
| 36 | 11         | «Полпути» «Middle Ground»                 | Джо Чаппелль    | Сюжет : Дэвид Саймон и Джордж Пелеканос Телесценарий : Джордж Пелеканос | 12 декабря 2004  |
| «Мы больше не будем мечтать» - Стрингер Белл «Катти» убеждает Эйвона дать ему денег на финансирование спортзала. Брат Музон заключает союз с Омаром, когда понимает, что Стрингер предал его. Баррелл сливает историю с «Хамстердамом» Каркетти. Стрингер узнает, что его обманом заставили сделать политический вклад без возврата и пытается убедить Эйвона заказать убийство сенатора Клэя Дэвиса. Прослушка начинает давать информацию об организации Барксдейла, и подразделение получает запись Стрингера, обсуждающего наемных убийц. Стрингер встречается с Колвином и сообщает ему местонахождение конспиративной квартиры Эйвона, полагая, что возвращение Эйвона в тюрьму — лучший способ закончить войну. Тем временем Брат Музон встречается с Эйвоном и убеждает его выдать местонахождение Стрингера, чтобы тот смог отомстить. Омар и Музон устраивают засаду и убивают Стрингера. |            |                                           |                 |                                                                         |                  |
| 37 | 12         | «Миссия выполнена» «Mission Accomplished» | Эрнест Дикерсон | Сюжет : Дэвид Саймон и Эд Бёрнс Телесценарий : Дэвид Саймон             | 19 декабря 2004  |
| «...мы будем воевать из-за вранья» - Слим Чарльз Эйвон готовит своих бойцов к войне против Марло. Пресса ополчается на «Хамстердам», и Ройс, наконец, понимает, что его задержка была ошибкой. Каркетти хочет извлечь выгоду из плохой рекламы для мэра. Мстительный Баррелл гарантирует, что для Колвина отставка не будет комфортной. Макналти опустошен тем, что Стрингера убили раньше чем он мог арестовать его, но его дух поднимается, когда он получает шанс вместо этого взять Эйвона. Благодаря информации Стрингера, отдел по расследованию арестовывает Эйвона и большинство его людей. Катти изо всех сил пытается удержать своих молодых боксеров от углов, поскольку организация Стэнфилда наслаждается своей победой. Макналти покидает главное подразделение и работает в патруле Западного округа.                                                                               |            |                                           |                 |                                                                         |                  |